# Cetrería

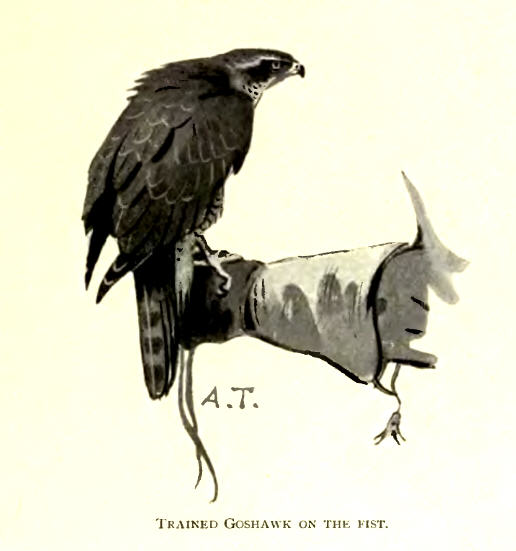
Posición agarre a un gavilán, en un dibujo de 1903.

La cetrería es la actividad de cazar con aves rapaces entrenadas, especialmente con halcones, azores y otras aves de presa para la captura de especies de volatería (aves) o de tierra. El humano captura y liga al ave de presa al propio hombre, por reflejos condicionados, y la entrena en la caza y en la fidelidad. Su ave captura entonces otras aves o cualquier otro tipo de presa, generalmente cuadrúpedos pequeños o medianos (conejos, liebres). La cetrería fue una práctica muy extendida en la Edad Media, ligada a la nobleza y a los potentados. Acabó decayendo por el progreso de las armas de fuego y la mayor vistosidad y festividad que se podía ofrecer con las partidas de caza mayor, especialmente la montería. 
La cetrería fue declarada como Patrimonio Cultural Inmaterial de la Humanidad por la UNESCO, en la reunión celebrada en Nairobi por el Comité Intergubernamental para la Salvaguardia del Patrimonio Cultural Inmaterial, el 16 de noviembre de 2010. La cetrería entraba así en la Lista Representativa del Patrimonio Cultural Inmaterial de la Humanidad, como un patrimonio humano viviente. Todo ello en virtud de lo acordado en la Convención sobre la protección del patrimonio mundial, cultural y natural de la Organización de las Naciones Unidas para la Educación, la Ciencia y la Cultura, en su 17a reunión, celebrada en París del 17 de octubre al 21 de noviembre de 1972. Esta convención fue ratificada por España el 18 de marzo de 1982 (B.O.E., nº 156, 1/VII/1982), adquiriendo así el compromiso de salvaguardar este matrimonio cultural.
La consecución de esta iniciativa fue promovida o iniciada por los Emiratos Árabes Unidos, a la que se adhirieron diez países más: España, Bélgica, la República Checa, Francia, la República de Corea, Mongolia, Marruecos, Qatar, Arabia Saudita y la República Árabe Siria (5.COM 6.45). En futuras reuniones del Comité Intergubernamental en 2012 (7.COM 11.33.), en 2016 (11.COM 10.B.15) y 2021 (16.COM 8.B.14), se adherirían más países, hasta los veinticuatro: Arabia Saudita, Emiratos Árabes Unidos, Austria, Bélgica, Croacia, Chequia, Francia, Alemania, Hungría, Irlanda, Italia, Kazajistán, República de Corea, Kirguistán, Mongolia, Marruecos, Países Bajos, Pakistán, Polonia, Portugal, Qatar, Eslovaquia, España y la República Árabe Siria.
Según el Diccionario de la lengua española, editado por la Real Academia, los practicantes de la cetrería pueden llamarse tanto «halconeros» como «cetreros», aunque al parecer, y siguiendo las definiciones ofrecidas por ese diccionario, el «halconero» es más bien el cuidador de las aves, practique o no la cetrería con ellas, mientras que el «cetrero» correspondería a aquel que practica la caza, sea o no uno de los cuidadores de su rapaz. Para los cazadores de volatería (aquellos cetreros que cazan aves mediante rapaz adiestrada) el diccionario de la Real Academia incluye la palabra «volatero».

## Historia

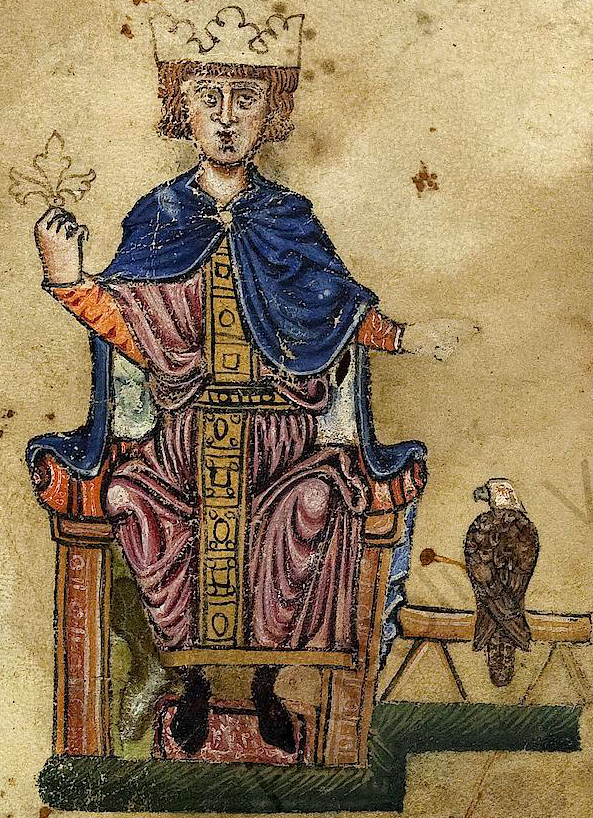
Federico II con su Halcón de Cetrería de su libro De arte venandi cum avibus (Sobre el arte de cazar con aves). tardío.

Los orígenes de la cetrería son muy antiguos. Es posible que se haya descubierto en China, ya que existen muchas referencias sobre la práctica de la cetrería antes de Cristo en diversos textos chinos.
El mundo grecolatino no practicó la cetrería. Algunas de las representaciones que se hacen pasar como de cetrería, tan sólo lo son de lo que entre los romanos se llama aucupio (captura de pájaros, chuchería, pajaritería).
Parece que a Europa occidental llegó de mano de las invasiones godas. El primer testimonio gráfico, datado en el siglo V d. C., se encuentra en los mosaicos de la Villa del Halconero en Argos (Grecia). Posteriormente se mencionará en las leyes de los pueblos germánicos que poco a poco fueron traspasando las fronteras del Imperio de Roma y se asentaron al sur de los ríos Rin y Danubio. En la península ibérica se ha localizado en el campo arqueológico de Mértola (Portugal) un mosaico, fragmentario, que solo se puede interpretar como una escena de cetrería. El hecho de que se haya descubierto en un estrato inferior de una construcción musulmana, es un claro indicio de que la cetrería llegó a la península ibérica de la mano de los pueblos germánicos. Por otra parte, las fuentes árabes indican que cuando los primeros invasores musulmanes entraron en la península descubrieron y adoptaron una modalidad cetrera que se puede interpretar como altanería (caza con halcones y otras aves de rapiña de alto vuelo).
En Europa la época dorada de esta arte y afición fue la Edad Media. Se puede decir que más o menos desde el siglo VI hasta el siglo XVI, en el que se practicaba la caza con halcones y azores, disfrutó de su mayor auge y difusión. Esta técnica venatoria perdió terreno frente a las novedosas armas de fuego y, también, a causa de lo costoso que era mantener un buen equipo de halcones y halconeros, pues la cetrería, por lo general, fue una práctica reservada a reyes y grandes señores, aunque no había ninguna ley que se la prohibiera al pueblo llano, pero para obtener comida había métodos más efectivos y seguros.
Hoy es un deporte que en el mundo occidental se practica con aves de presa criadas en cautividad, lo cual no supone ningún peligro para las aves salvajes. Sin embargo, aún hay zonas remotas en las que se siguen capturando aves silvestres.
En noviembre de 2010 la cetrería fue declarada patrimonio cultural inmaterial de la Humanidad, por ser uno de los métodos de caza tradicionales más antiguos, selectivo con las presas cinegéticas, no contaminante y respetuoso con el medio ambiente.
En mayo de 2024 la cetrería fue declarada por la Comunidad de Madrid como Bien de Interés Cultural (BIC) de categoría inmaterial, al considerar que este arte de caza, “conserva valores ancestrales al ser una tradición social y una actividad recreativa transmitida entre generaciones”.

## Método
En Asia Central era y es una práctica bastante frecuente, y es el método de subsistencia de parte de la población nómada. Con el equipo adecuado, entrenan principalmente a águilas que atrapan usando redes confeccionadas por ellos mismos. Para evitar que las rapaces consigan escapar de las redes, seleccionan a aves recién alimentadas y/o cansadas para volar.
A continuación proceden a llevar la nueva rapaz al ger (tienda) para mantenerla durante un mes en su interior para que se adapte al tacto, sonidos y los movimientos que hacemos los humanos. Las dos o tres semanas siguientes la llevarán sobre su puño, enseñándole a mantener el equilibrio a galope y a no debatirse en el guante, y acabado esto le enseñarán la tarea más importante: regresar al llamado del cetrero.
Hoy en día, la cetrería en Norteamérica se realiza de forma un poco distinta. Ya no se utiliza el caballo y la necesidad por los espacios ha ido reduciendo en forma significativa el número de personas que la practica.
Principalmente hay que distinguir si las aves rapaces son de alto o de bajo vuelo, ya que las presas obtenidas son de características diametralmente opuestas. Si son de bajo vuelo, las presas son por lo general roedores (ratones, liebres, conejos etc.) o aves que son lentas; Las representantes de estas rapaces son las águilas, las aguilillas y los azores o gavilanes y principalmente se entrenan al guante o lúa. Si son de alto vuelo, la caza se vuelve más especializada y se obtienen normalmente presas como palomas, cercetas, huilotas, garzas y patos entre otras. Esta cacería es representativa de los halcones y se entrenan al señuelo.
El primer paso después de obtener a la rapaz es acostumbrarla al contacto humano; mediante el control de peso se empiezan a hacer menos agresivas y se empiezan a condicionar sus sentidos alimentándolos en el señuelo o guante. Aproximadamente después de un par de semanas el halcón está listo para llevarlo al campo y se le dan vuelos rectos con el fiador. Después de que ya existe una respuesta incondicional al señuelo o a la lúa, el halcón ya vuela suelto y responde a los silbidos o llamados del cetrero. Y comienza la cacería.
Originalmente, la cetrería se utilizaba para llevar a la presa a la mesa del cazador, sin embargo, en la actualidad ya no es usual. El cetrero se aproxima al halcón con un trozo de carne en el guante, después de que este hubo cazado a la presa. De esta manera, el halcón transfiere su atención al guante para que el cetrero retire la presa y el halcón quede con suficiente apetito para volver a cazar.

## Equipo

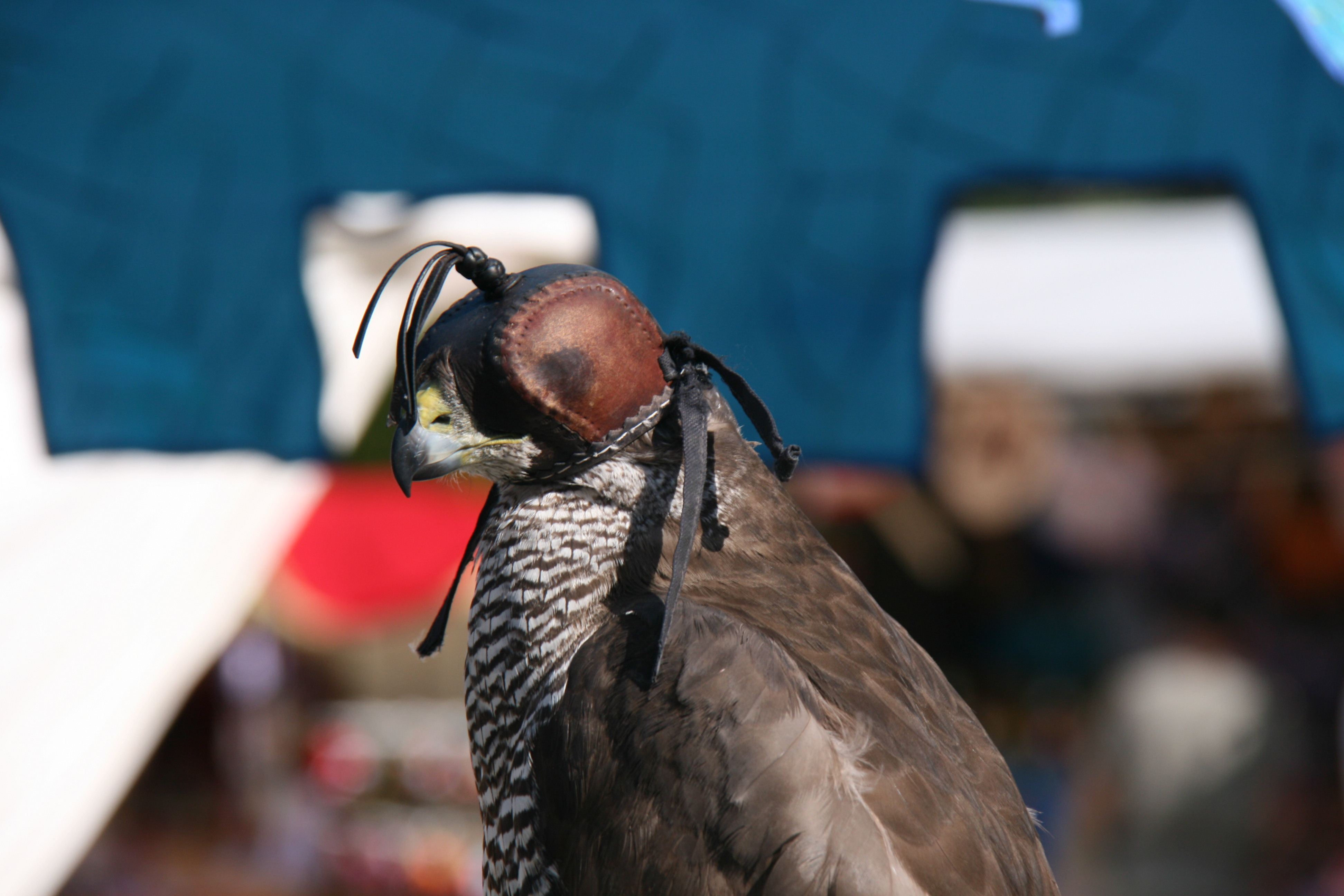
Azor con caperuza.

Los principales elementos que componen el equipo de un cetrero, aparte, claro está, del pájaro de presa, son:
- Morral
- Cascabeles
- Lonja
- Caperuza
- Pihuelas
- Correa
- Guante o lúa
- Percha
- Señuelo
- Fiador
- Transmisor / Telemetría
- Muñequeras

## Especies
Las especies más empleadas en la cetrería son:
- Halcón peregrino
- Halcón gerifalte
- Halcón lanario
- Halcón sacre
- Halcón de las praderas
- Cernícalo vulgar
- Cernícalo americano
- Esmerejón
- Azor norteño
- Milano real
- Gavilán vulgar
- Gavilán de Cooper
- Gavilán americano
- Ratonero común
- Ratonero de cola roja
- Aguililla de Harris
- Águila real
- Alcotán europeo
- Autillo
- Lechuza común
- Cárabo común
- Búho real
- Búho nival

## Literatura histórica
La historia de los textos de cetrería es extensa. Comenzó en el siglo IX con un brevísimo tratado, conservado fragmentariamente, que contiene un recetario para el cuidado de las aves que se conoce como Anónimo de Vercelli. A este le seguirá la gran tríada normano-sícula formada por Dancus Rex, Guillelmus falconarius y Gerardus falconarius. Esta primera época, en las que los libros se ocupan básicamente del halcón enfermo se cierra con el De arte venandi cum avibus del emperador Federico II una extensísima obra (seis libros o partes) en los que el primero es, en realidad, un tratado de ornitología, el segundo trata del entramiento y los restante de la caza. Esta obra fue una traducción del tratado árabe Kitab al-yawarih de Moamín. Se tradujo al francés medieval a finales del siglo XIII y en la actualidad existen traducciones al español, francés, italiano e inglés.
En la península ibérica, además de los primitivos textos latinos y algún que otro de origen árabe cabe destacar el Libro de la caza escrito por el príncipe de Villena, Don Juan Manuel, hacia 1325: Es un breve tratado -doce capítulos- que se dedica a la cetrería. Hasta ahora se le creía absolutamente original y que entre sus líneas se dejaban entrever ligeras reminiscencias de los antiguos tratados de cetrería escritos en latín. Sin embargo, recientemente,[¿cuándo?] se ha demostrado que se basa en el De arte venandi cum avibus del emperador Federico II de Hohenstaufen. El último capítulo, que está incompleto, ofrece una guía de los mejores cazaderos de los reinos de Castilla y León. Son una interesante fuente para la distribución de aves en la España medieval.
Sin embargo, el Libro de la caza de las aves por Pedro López de Ayala, del que se conservan más de 30 manuscritos copiados entre los siglos XV y XIX, se ha erigido en la obra básica de la cetrería hispánica hasta el punto que subyace en la base de El arte de cetrería de Félix Rodríguez de la Fuente publicado por primera vez en 1964; es un tratado que ha gozado de gran aceptación por parte de los cetreros de habla española, entre cuyas páginas se han formado la gran mayoría.